# Khaszanboj Rakhimov
Khaszanboj Rakhimov (1998. január 7. –) üzbég szabadfogású birkózó. A 2019-es birkózó-világbajnokságon bronzérmet nyert 125 kg-os súlycsoportban, szabadfogásban.

## Sportpályafutása
A 2019-es birkózó-világbajnokságon a bronzmérkőzés során a kínai Teng Cse-vej volt ellenfele, akit 6-1-re legyőzött.